# Asahi Beer Hall

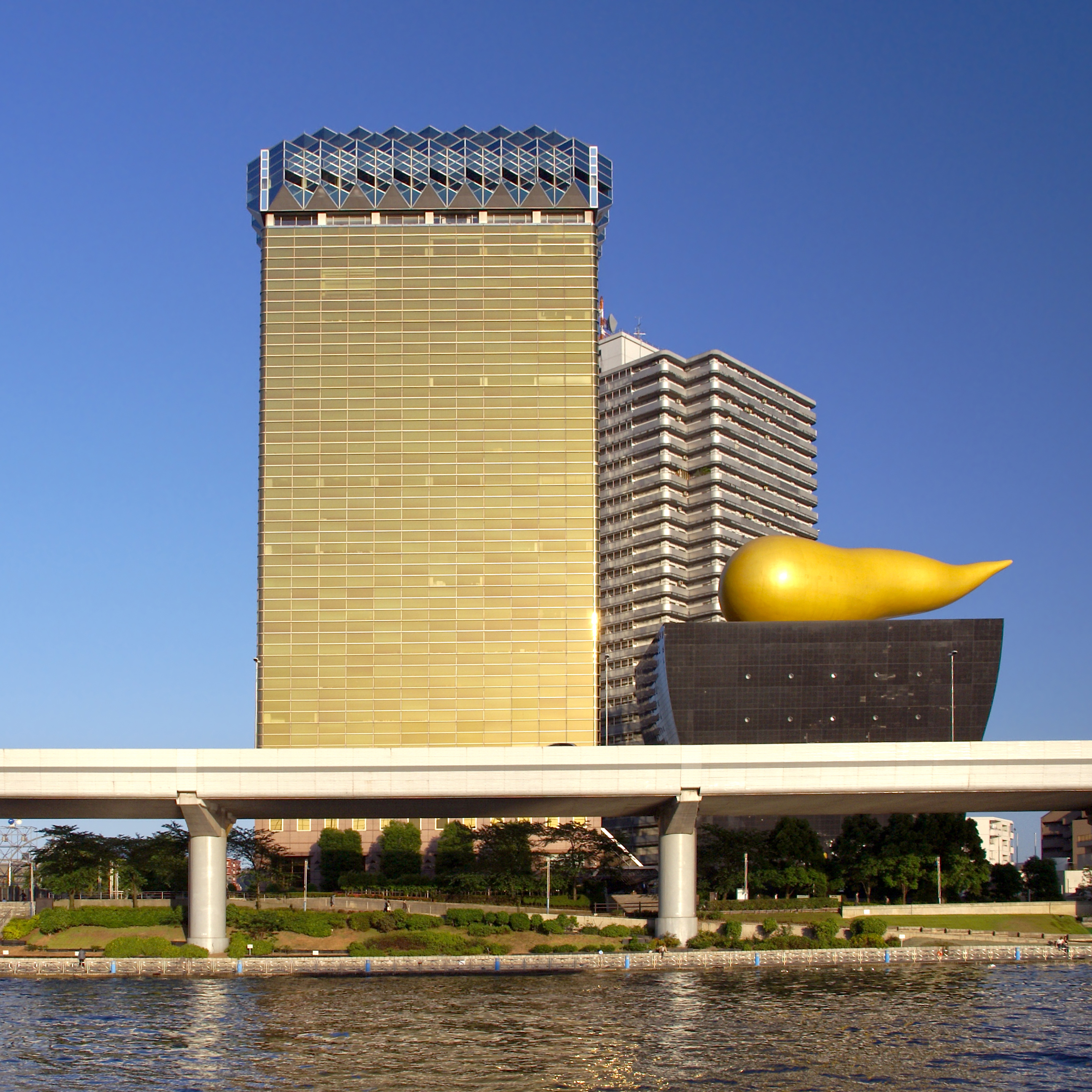
Siège des Asahi Breweries avec l'« Asahi Flame » de Philippe Starck (1989)

L'Asahi Beer Hall (aussi connu sous l’appellation Super Dry Hall, ou Flamme d'Or) est un des bâtiments du siège des Asahi Breweries situé sur la rive gauche de la Sumida-gawa dans l'arrondissement de Sumida à Tokyo au Japon. Achevé en 1989, il est conçu par le designer Philippe Starck. Il est considéré comme l'une des structures modernes les plus reconnaissables de Tokyo. 
La forme du bâtiment est celle d'un verre de bière, conçu pour compléter le bâtiment doré voisin en forme de chope de bière abritant les bureaux des Asahi Breweries.

## L'Asahi Flame (Flamme d'Or)
La flamme Asahi, énorme structure dorée au sommet, est censée représenter à la fois le « cœur brûlant de la bière Asahi » et une « tête mousseuse ». La flamme de 360 tonnes a été réalisée par des constructeurs navals utilisant les techniques de construction des sous-marins. Elle est entièrement vide.
La flamme Asahi est souvent familièrement dénommée « l'étron d'or » (kin no unko, 金のうんこ) et le Asahi Beer Hall lui-même comme le « bâtiment caca » (unko-biru, うんこビル) par nombre d'habitants de Tokyo.

## Accès
Le bâtiment est à trois minutes à pieds de la Gare d'Asakusa, sur le côté opposé de la Sumida-gawa.